# 1. divisjon 1954/55
Die Saison 1954/55 war die 16. Spielzeit der 1. divisjon, der höchsten norwegischen Eishockeyspielklasse. Meister wurde zum insgesamt vierten Mal in der Vereinsgeschichte Gamlebyen.

## Modus
In der Hauptrunde absolvierte jede der acht Mannschaften insgesamt 14 Spiele. Der Erstplatzierte der Hauptrunde wurde Meister. Für einen Sieg erhielt jede Mannschaft zwei Punkte, bei einem Unentschieden gab es einen Punkt und bei einer Niederlage null Punkte.

## Hauptrunde
Tabelle (soweit bekannt)
|    | Klub                       | Sp | S  | U | N | Tore  | Punkte |
| -- | -------------------------- | -- | -- | - | - | ----- | ------ |
| 1. | Gamlebyen                  | 14 | 12 | 1 | 1 | 82:21 | 25     |
| 2. | Tigrene                    | 14 | 11 | 2 | 1 | 60:19 | 24     |
| 3. | Allianseidrettslaget Skeid | 14 | 8  | 1 | 5 | 61:35 | 17     |
| 6. | Furuset IF                 | 14 | 4  | 2 | 8 | 45:58 | 10     |
| 7. | Grüner IL                  | 13 | 1  | 3 | 9 | 22:72 | 5      |

Sp = Spiele, S = Siege, U = unentschieden, N = Niederlagen, OTS = Overtime-Siege, OTN = Overtime-Niederlage, SOS = Penalty-Siege, SON = Penalty-Niederlage